# Емануеле Д'Анна
Емануеле Д'Анна (італ. Emanuele D'Anna, нар. 23 травня 1982, Баяно) — італійський футболіст, півзахисник клубу «Ночеріна».

## Ігрова кар'єра
Народився 23 травня 1982 року в місті Баяно. Вихованець юнацьких команд футбольних клубів «Асколі» та «Мілан».
У дорослому футболі дебютував у сезоні 2000/01 виступами за команду клубу «К'єті», що грала у четвертому італійському дивізіоні, згодом провів два сезони у цій же команді вже у третьому дивізіоні. 
Своєю грою за цю команду привернув увагу представників тренерського штабу «П'яченци», представника Серії B, до якої приєднався 2003 року. Згодом ще один сезон у другому дивізіоні відіграв за «Ареццо», після чого грав за третьолігові «Юве Стабія» та «Пізу», з останньою командою 2007 року повернувся до Серії B.
Влітку 2008 року уклав контракт з вищоліговим «К'єво» і протягом першої половини сезону 2008/09 провів дев'ять матчів у Серії A, які згодом виявилися для нього єдиними у найсильнішому дивізіоні країни.
Вже на початку 2009 року повернувся на умовах оренди до «Пізи», а за півроку став гравцем «Беневенто» з Лега Про Пріма Дівізіоне, тодішнього третього італійського дивізіону, де відіграв чотири сезони.
Згодом у кар'єрі гравця були також нижчолігові «Соренто», «Губбіо», «Мачератезе», «Козенца», «Казертана» та «Нола».
До складу клубу «Ночеріна», представника Серії D, 37-річний півзахисник приєднався влітку 2019 року.

## Статистика виступів

### Статистика клубних виступів
Станом на 24 листопада 2019 року
| Сезон                 | Команда               | Чемпіонат             | Чемпіонат | Чемпіонат | Національний кубок | Національний кубок | Національний кубок | Інші змагання | Інші змагання | Інші змагання | Усього | Усього |
| Сезон                 | Команда               | Ліга                  | Ігор      | Голів     | Ліга               | Ігор               | Голів              | Ліга          | Ігор          | Голів         | Ігор   | Голів  |
| --------------------- | --------------------- | --------------------- | --------- | --------- | ------------------ | ------------------ | ------------------ | ------------- | ------------- | ------------- | ------ | ------ |
| 2000–01               | «К'єті»               | C2                    | 17        | 0         | КІ-C               | ?                  | ?                  |               |               |               | 17+    | 0+     |
| 2001–02               | «К'єті»               | C1                    | 21        | 1         | КІ-C               | ?                  | ?                  |               |               |               | 21+    | 1+     |
| 2002–03               | «К'єті»               | C1                    | 30        | 0         | КІ-C               | ?                  | ?                  |               |               |               | 30+    | 0+     |
| Усього за «К'єті»     | Усього за «К'єті»     | Усього за «К'єті»     | 68        | 1         |                    | ?                  | ?                  |               | -             | -             | 68+    | 1+     |
| 2003–04               | «П'яченца»            | B                     | 28        | 4         | КІ                 | 0                  | 0                  |               |               |               | 28     | 4      |
| 2004–05               | «П'яченца»            | B                     | 17        | 0         | КІ                 | 2                  | 0                  |               |               |               | 19     | 0      |
| Усього за «П'яченцу»  | Усього за «П'яченцу»  | Усього за «П'яченцу»  | 45        | 4         |                    | 2                  | 0                  |               | -             | -             | 47     | 4      |
| 2005–06               | «Ареццо»              | B                     | 17        | 0         | КІ                 | 1                  | 1                  |               |               |               | 18     | 1      |
| 2006-січ. 2007        | «Юве Стабія»          | C1                    | 14        | 1         | КІ-C               | ?                  | ?                  |               |               |               | 14+    | 1+     |
| січ.-черв. 2007       | «Піза»                | C1                    | 15+4      | 1         | КІ-C               | -                  | -                  |               |               |               | 19     | 1      |
| 2007–08               | «Піза»                | B                     | 35+1      | 4         | КІ                 | 2                  | 0                  |               |               |               | 38     | 4      |
| 2008-січ. 2009        | «К'єво»               | A                     | 9         | 0         | КІ                 | 1                  | 0                  |               |               |               | 10     | 0      |
| січ.-черв. 2009       | «Піза»                | B                     | 15        | 1         | КІ                 | -                  | -                  |               |               |               | 15     | 1      |
| Усього за «Пізу»      | Усього за «Пізу»      | Усього за «Пізу»      | 65+5      | 5         |                    | 2                  | 0                  |               | -             | -             | 72     | 5      |
| 2009–10               | «Беневенто»           | ЛП1Д                  | 31+2      | 2         | КІ+КІ-ЛП           | 2+1                | 0                  | -             | -             | -             | 36     | 4      |
| 2010–11               | «Беневенто»           | ЛП1Д                  | 24+2      | 6         | КІ+КІ-ЛП           | 2+0                | 0                  | -             | -             | -             | 28     | 6      |
| 2011–12               | «Беневенто»           | ЛП1Д                  | 26        | 1         | КІ+КІ-ЛП           | 2+0                | 0                  | -             | -             | -             | 28     | 1      |
| 2012–13               | «Беневенто»           | ЛП1Д                  | 24        | 1         | КІ+КІ-ЛП           | 2+2                | 0                  | -             | -             | -             | 28     | 1      |
| Усього за «Беневенто» | Усього за «Беневенто» | Усього за «Беневенто» | 105+4     | 10        |                    | 11                 | 0                  |               | -             | -             | 120    | 10     |
| січ.-черв. 2014       | «Соренто»             | ЛП2Д                  | 13+2      | 0         | КІ-ЛП              | -                  | -                  | -             | -             | -             | 15     | 0      |
| 2014–15               | «Губбіо»              | ЛП                    | 35+2      | 3         | КІ-ЛП              | ?                  | ?                  | -             | -             | -             | 37+    | 1+     |
| 2015–16               | «Мачератезе»          | ЛП                    | 27+1      | 1+0       | КІ-ЛП              | 2                  | 0                  | -             | -             | -             | 29     | 0      |
| 2016–17               | «Козенца»             | ЛП                    | 20+5      | 0+0       | КІ+КІ-ЛП           | 1+1                | 0+0                | -             | -             | -             | 27     | 0      |
| 2017–18               | «Казертана»           | C                     | 31+1      | 1+0       | КІ+КІ-ЛП           | 1+0                | 0+0                | -             | -             | -             | 33     | 0      |
| 2018–19               | «Нола»                | D                     | ?1        | 2         | КІ-D               | 0                  | 0                  | -             | -             | -             | 29     | 2      |
| 2019–20               | «Ночерина»            | D                     | 5         | 1         | КІ-D               | 0                  | 0                  | -             | -             | -             | 5      | 1      |
| Усього за кар'єру     | Усього за кар'єру     | Усього за кар'єру     | 508       | 30        |                    | 22+                | 1+                 |               | -             | -             | 530+   | 30+    |